# Tržačka Raštela
Tržačka Raštela falu Bosznia-Hercegovinában, a Bosznia-hercegovinai Föderáció Una-Szanai kantonjában.

## Fekvése
Bosznia-Hercegovina északnyugati részén, Bihácstól légvonalban 19, közúton 24 km-re északnyugatra, Cazintól légvonalban 12, közúton 16 km-re nyugatra, a Korana jobb partján fekszik. Közúti határátkelőhely Horvátország (Kordunski Ljeskovac) felé.

## Népessége
| Nemzetiségi csoport | Népesség 1991 | Népesség 2013 |
| ------------------- | ------------- | ------------- |
| Szerb               | 38            | 1             |
| Bosnyák             | 249           | 265           |
| Horvát              | 2             | 1             |
| Jugoszláv           | 12            | 0             |
| Egyéb               | 2             | 6             |
| Összesen            | 303           | 273           |

## Története
Az 1995. augusztus 6-i Vihar hadművelet során a Bosznia-Hercegovinai Köztársaság és a Horvát Köztársaság hadseregének egységei a település területén egyesültek, és utat nyitottak, hogy a legnyugatibb boszniai területek kitörhessenek a szerb bekerítéstől és elszigeteltségtől. Ezt a napot Cazin község napjának nyilvánították.

## Kultúra
A KUD Tržačka Raštela kulturális és művészeti egyesületet 2006-ban alapították.

## Nevezetességei
Régi vizimalom a Koranán. A trsaci régi malomról az első írásos emlék az osztrák-magyar korból származik, bár az éghajlat sajátosságai és a vidék történeti szerepe miatt a malom koráról tanúskodó régebbi írásos dokumentum nem áll rendelkezésre. A szájhagyomány szerint a malom az oszmán uralom idején épült, eszerint a malom már a 16. és a 17. században működött. A régi malom a második legnagyobb működőképes vízimalom az egykori Jugoszlávia területén, és a legnagyobb Bosznia-Hercegovinában. Hét vízcsörlő hajtja, amelyeket a működőképesség javítása érdekében, de a hitelesség megőrzésével, fém részekkel pótoltak ki. A malom újjáépítésében az itt élt családok örökösei is részt vettek, az újjáépítéshez szükséges források egy része, valamint maga a kezdeményezés is a helyi lakosságtól származott, akik számára a malom az egész régió büszkesége és jelképe.

## Fordítás
- Ez a szócikk részben vagy egészben  a   Tržačka Raštela című bosnyák Wikipédia-szócikk ezen változatának fordításán alapul.  Az eredeti cikk szerkesztőit annak laptörténete sorolja fel. Ez a jelzés csupán a megfogalmazás eredetét és a szerzői jogokat jelzi, nem szolgál a cikkben szereplő információk forrásmegjelöléseként.